# 姚廷清
姚廷清，原名姚鴻逵，浙江省慈溪縣人，冒籍贵州贵阳，清朝官員。
原為浙江省慈溪縣生員，嘉慶十六年因欠考三次，被廢為庶人。先於嘉慶六年至貴州擔任幕客。改名姚廷清，與遠親姚濬聯宗，稱之為伯父，並以其姪的身份冒籍在貴州捐納，成為監生，又考取舉人。
道光二年（1822年）清宣宗登極壬午恩科進士，三甲二十八名，中式後被人檢舉係冒籍參考，被革去進士，後官直隸晉州知州。